# Yajalón
Yajalón är en ort i Mexiko.   Den ligger i kommunen Yajalón och delstaten Chiapas, i den sydöstra delen av landet, 800 km öster om huvudstaden Mexico City. Yajalón ligger 797 meter över havet och antalet invånare är 14 763.
Terrängen runt Yajalón är kuperad åt sydväst, men åt nordost är den bergig. Yajalón ligger nere i en dal. Runt Yajalón är det ganska tätbefolkat, med 56 invånare per kvadratkilometer. Yajalón är det största samhället i trakten. I omgivningarna runt Yajalón växer i huvudsak städsegrön lövskog.